# I Shyne
«I Shyne» (estilizado como "i SHYNE") es una canción grabada por el guatemalteco-estadounidense Carnage y el rapero estadounidense Lil Pump. Fue lanzado el 18 de enero de 2018 por Heavyweight Records como el segundo sencillo del segundo álbum de estudio de Carnage, Battered, Bruised & Bloody. La canción fue producida por Carnage, que ha cambiado notablemente su enfoque de la producción de EDM a los ritmos influenciados por el trap en los últimos años.

## Lanzamiento
El 18 de enero de 2018, Carnage anunció la canción y su fecha de lanzamiento. En una entrevista con XXL Mag, dijo que mientras trabajaba con Lil Pump, la canción se unió casi sin esfuerzo. Dijo: "Hice el ritmo en unos cinco minutos y lo envié de inmediato a Lil Pump. Ató la pista en menos de 48 horas y el resto era historia".

## Críticas
Kat Bein, de Billboard, dijo que Lil Pump "es un salvaje en todo el mundo. Realmente tiene algún tipo de habilidad sobrehumana para gritar para siempre", mientras Aron A de HotNewHipHop declaró: "Es una combinación perfecta de un productor que no crea más que piezas de trabajo de alta energía y un joven rapero que transporta la misma energía en su vida cotidiana".